# Bʼutz Aj Sak Chiik
B'utz Aj Sak Chiik  (15 de novembro de 459 - 501) foi um ahau maia que governou a cidade-estado de Palenque.  É também referido como Manik (Mão) ou simplesmente Sak Chik. Propuseram-se as traduções de Smoking Lark ou Calandria Humeante (Cotovia Fumegante).

## Registros biográficos

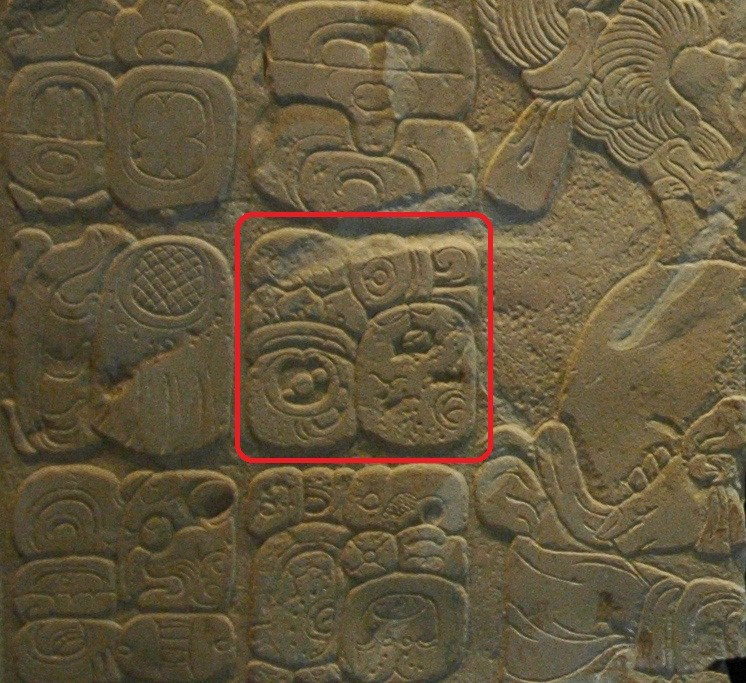
Glifo que representa o nome de B'utz Aj Sak Chiik no tablero do Templo XVII.

Nasceu em 9.1.4.5.0 12 ajau 13 zac da conta longa do calendário maya, isto é, 14 de novembro de 459 d. C. Foi entronado em 9.2.12.6.18 3 etz'nab 11 xul, isto é, em 28 de julho de 487, e governou até o ano 501 d. C.
Não se descobriram tableros que representem em alto-relevo a silhueta deste governante, no entanto seu nome está referido no tabuleiro do Templo da Cruz e no tabuleiro do Templo XVII. É provável que seu sucessor, Ahkal Mo' Naab' I, tenha sido seu irmão.